# Беспорядки на Соломоновых Островах (2021)
Беспорядки на Соломоновых островах — массовые беспорядки и демонстрации, начавшиеся на Соломоновых Островах 24 ноября 2021 года. В результате беспорядков погибло 3 гражданских лица, более 100 были арестованы.

## Предыстория
Соломоновы острова находились в состоянии этнического конфликта до 2003 года, когда Австралия развернула миротворческую миссию. Жители Малаиты, самого густонаселённого острова страны, часто жаловались, что правительство пренебрегает их островом.
В 2019 году правительство во главе с премьер-министром Манассе Согаваре отозвало признание Китайской Республики (Тайвань) и установило отношения с материковой Китайской Народной Республикой. Провинция Малаита, однако, продолжала поддерживать Тайвань и Соединённые Штаты, последние направили острову помощь в размере 25 миллионов долларов США в 2020 году.
Премьер-министр провинции Малаита Даниэль Суйдани также провёл референдум о независимости в 2020 году, который правительство отклонило как незаконный. Растущие безработица и бедность, усугубленные ограничениями во время пандемии COVID-19, также явились причиной беспорядков.

## События
Первоначально протесты носили мирный характер, но 24 ноября 2021 года переросли в насильственные после того, как было сожжено здание парламента Соломоновых Островов и здания по соседству. Школы и предприятия были закрыты из-за столкновений полиции и правительственных сил с протестующими. Насилие обострилось после разграбления китайского квартала Хониары. Полиция применила слезоточивый газ против протестующих.
Большинство протестующих — граждане провинции Малаита.
Австралия отреагировала на беспорядки, направив персонал австралийской федеральной полиции и Австралийских сил обороны по запросу правительства Соломоновых островов в соответствии с двусторонним договором о безопасности между Австралией и Соломоновыми островами. Правительство Австралии заявило, что это развертывание армии на Соломоновых островах было направлено на поддержку Королевских сил Соломоновых островов, поддержание порядка и сохранение защиты жизненно важной инфраструктуры и не будет занимать какую-либо позицию по внутренним вопросам Соломоновых Островов. Папуа — Новая Гвинея объявила о направлении 34 миротворцев на Соломоновы острова для прекращения насилия.
27 ноября полиция объявила об обнаружении трёх обугленных тел в сгоревшем здании в районе Китайского квартала Хониары. Это стало первым зарегистрированным случаем гибели людей с момента начала беспорядков. Также полиция сообщила, что было арестовано свыше 100 протестующих. Также был объявлен 36-часовой комендантский час, который помог снизить число протестующих.
30 ноября 2021 года Фиджи направила на Соломоновы острова 50 военнослужащих. Это сделано для усиления австралийских сил обороны в рамках партнёрства Vuvale между Австралией и Фиджи. 120 военнослужащих остаются в резерве на Фиджи на случай необходимости.